# Unterwart
Unterwart (mađarski: Alsóőr) je općina u kotaru Borta u Gradišću, Austrija. 